# Amata Kabua
Amata Kabua (17 november 1928 - Honolulu, 20 december 1996) was de eerste president van de onafhankelijke Marshalleilanden. Hij diende vijf termijnen, tot hij in 1996 overleed na een lange ziekte.
Kabua speelde een belangrijke rol in de gesprekken rond de onafhankelijk van het land, die in 1979 werd verworven. Hij schreef tevens de tekst en muziek van het volkslied "Forever Marshall Islands". Zijn echtgenote, Emlain Kabua, ontwierp de vlag van het land. 